# Sócrates
Sócrates Brasileiro Sampaio de Souza Vieira de Oliveira, känd som Sócrates, född 19 februari 1954 i Belém, Pará, död 4 december 2011 i São Paulo, var en brasiliansk fotbollsspelare (mittfältare) som mellan 1979 och 1986 spelade 60 A-landskamper och gjorde 22 mål för det brasilianska landslaget och deltog i VM 1982 och VM 1986.

## Biografi
Sócrates hade två bröder som även de namngavs efter grekiska filosofer. Sócrates inledde sin spelarkarriär 1979 i Botafogo Futebol Clube (SP) och spelade senare även i Corinthians, Flamengo och Santos i Brasilien samt Fiorentina i Italien. Han slutade som spelare 1989 men gjorde hösten 2004 comeback som spelande tränare i engelska amatörlaget Garforth Town.
Han debuterade i Brasiliens landslag 17 maj 1979 i en landskamp mot Paraguay. Han utsågs till lagkapten av förbundskaptenen Telê Santana och var lagkapten vid VM 1982. Han bildade tillsammans med Zico, Falcão och Toninho Cerezo Brasiliens mittfält under VM 1982, ett mittfält som kallades fantastiska fyran. I VM 1986 förlorade Brasilien i kvartsfinalen mot Frankrike och Sócrates slutade i landslaget.
Tidningen World Soccer har kallat Sócrates för en av historiens 100 bästa spelare. 
Sócrates var politiskt aktiv och drev i sin klubb Corinthians igenom medbestämmande bland spelarna. Under matcher bar laget tröjor med ordet "Democracia" skrivet på ryggen, och de röstade om allt från hotell till rekrytering av spelare. 1984 talade Sócrates inför 1500 personer i São Paulo och lovade att flytta till Italien om inte Brasilien genomförde demokratiska val. Eftersom inga val genomfördes flyttade han till Fiorentina. När han anlände till Italien fick han frågan vilken italiensk spelare han respekterade mest, Rivera eller Mazzola. Han svarade "Aldrig hört talas om dem. Jag är här för att läsa Gramsci på originalspråket och för att studera den italienska arbetarklassens historia."
Han studerade även till läkare och arbetade efter sin karriär som barnläkare vid ett sjukhus i Ribeirão Preto. År 2011 avled han på grund av en infekterad tarm som resulterade i en septisk chock.
Hans yngre bror Raí blev världsmästare med Brasilien 1994.